# Romainville
Romainville è un comune francese di 26 031 abitanti situato nel dipartimento della Senna-Saint-Denis nella regione dell'Île-de-France.

## Storia

### Simboli
Lo stemma di Romainville è stato adottato nel 1942.

## Società

### Evoluzione demografica
Abitanti censiti

### Istituzioni, enti e associazioni
Romainville ospita il Service Action, unità militare nazionale di servizio segreto.

## Amministrazione

### Gemellaggi
- Castle Point, dal 1962
- Casalecchio di Reno, dal 1962
- Calheta Saõ Miguel
- Darnitza